# Konstanty Bniński
Konstanty Bniński herbu Łodzia (ur. 11 marca 1730, zm. 30 października 1810) – marszałek Trybunału Głównego Koronnego w 1767 roku, starosta murzynowski w 1764 roku, poseł na sejm elekcyjny 1764, senator, kasztelan elbląski, ostatni kasztelan chełmiński (w okresie Sejmu Czteroletniego), konsyliarz konfederacji targowickiej z województwa poznańskiego w 1792 roku.
Kawaler Orderu Orła Białego i Orderu Świętego Stanisława.

## Życiorys
Mieszkał w Samostrzelu. W 1764 roku był posłem na sejm elekcyjny z województwa kaliskiego. Był elektorem Stanisława Augusta Poniatowskiego z województwa kaliskiego. W 1767 roku był marszałkiem Trybunału Koronnego. Od 1770 roku był kasztelanem elbląskim, a od 1772 roku kasztelanem chełmińskim. Przyjął konsyliarstwo konfederacji targowickiej.
Król nadał mu Order Świętego Stanisława w 1775 roku, a w 1778 roku Order Orła Białego.

## Życie prywatne
Był synem Wojciecha, kasztelana nakielskiego i Wiktorii, córki Wojciecha Święcickiego h. Jastrzębiec. Miał brata Wojciecha. Dwukrotnie się żenił. Pierwszą jego żoną była Brygida Załuska h. Junosza (?–1770). Mieli co najmniej czworo dzieci, byli to: Józef, Wiktoria (drugim jej mężem był generał Jan Kraszewski), Wirydiana, Nepomucena i Franciszka (matka Aleksandra Stanisława Bnińskiego). W 1787 roku ożenił się z Franciszką Sliwicką h. Jelita, z którą miał dwoje dzieci: Józefa Januarego (ojca Ignacego Józefa Bnińskiego i Konstantego Bnińskiego) i Mariannę.